# Desmia perfecta
Desmia perfecta is een vlinder uit de familie van de grasmotten (Crambidae), uit de onderfamilie van de Spilomelinae. De wetenschappelijke naam van deze soort is voor het eerst voorgesteld door Arthur Gardiner Butler in een publicatie uit 1882.
De soort komt voor in Papoea-Nieuw-Guinea.